# 質子衰變
質子衰變（英語：Proton decay）在粒子物理學上，是一個假設的放射性衰變，這假設預言了質子在衰變的時候，會變成更輕的次原子粒子，通常是中性π介子和正電子。質子衰變從未被證實，至今仍沒有證據顯示質子衰變的可能。
在標準模型理論中，質子是重子的一種，理論上它是穩定的，因質子的重子數是大致守恆。即質子不會以微擾的形式衰變成其他粒子，因為質子已經是最輕的（因而也是最低能量的）重子。
一些超出標準模型理論範疇的大統一理論（GUTs）例如乔吉-格拉肖模型和SO(10)理论等明確地否定了重子數的對稱性，允許質子經由X玻色子而衰變。質子衰變是各式提議的 GUTs 中少數可觀察的一種。現時，所有試圖觀察這個衰變的實驗無一成功。

## 重子生成
現代物理學中，一個難題是「為何宇宙中的物質比反物質多？」。整體來說，宇宙的重子數密度是非零的——即物質是存在的。因宇宙學已假定我們所見的粒子是用我們現存的物理學創造的，照理整體重子數應該是零，因為創造物質和反物質時理應是等量的。許多提出對稱性破缺的假設機制都認為只要在特定條件下，普通物質（對應反物質）是可以被創造的。這個失衡的情況是異常的少，在宇宙大爆炸之後的瞬間每100億（1010）個粒子中只有一個會這樣失衡，但當大部分物質與反物質互相碰觸並湮滅後，現存宇宙剩下的就只有重子物質和比它更大量的玻色子。
多數大統一理論（GUTs）例如乔吉-格拉肖模型和SO(10)理论等明確地否定了重子數的對稱性，可用來解釋這個矛盾，最典型的是引起以超重X玻色子（下稱X）或重希格斯玻色子（T）作媒介的反應。發生這些事件的速率主要決定於媒介 X 或 T 粒子的質量，因此假設這些反應是基於現今多數所見的重子數，那最大質量就可以計算出來，用來解釋現存物質的話，會發現速率過慢。這些估計預測，即是用上現時最大可用的還原能量，大量的物料將會周期性地發生自發性質子衰變。

## 有關實驗及證據
質子衰變是各式提議的 GUTs 中少數可觀察影響的一種，其他主要是磁單極。兩者自1980年代初成為實驗物理學中的主要研究焦點。人們進行了一系列的實驗，但截至目前為止，沒有一個得到質子衰變的確實證據。
其中一個大統一理論——弱电统一理论的預言是，構成通常物質的大部分質量的質子能自發衰變成諸如反電子之類更輕的粒子。其原因在於，在大統一能量下，克和反電子之間沒有本質的不同。正常情況下一個質子中的三個夸克沒有足夠能量轉變成反電子，由於測不準原理意味著質子中夸克的能量不可能嚴格不變，所以，其中一個夸克能非常偶然地獲得足夠能量進行這種轉變，這樣質子就要衰變。夸克要得到足夠能量的概率是如此之低，以至於至少要等100萬億億億年（1030年--100壤）才能有一次。這比宇宙從大爆炸以來的年齡（大約100億年，1010年）要長得多了。因此，人們會認為不可能在實驗上檢測到質子自發衰變的可能性。但是，我們可以觀察包含極大數量質子的大量物質，以增加檢測衰變的機會。（譬如，如果觀察的物件含有1031個質子，按照最簡單的 GUT，可以預料在一年內應能看到多於一次的質子衰變。）
質子衰變曾有一段時期是實驗物理學中一個非常觸目的領域，但目前為止，所有試圖觀察這個衰變的實驗無一成功。
有一個實驗是用了8千噸水在美國俄亥俄州的莫爾頓鹽礦裏進行的（為了避免其他因宇宙射線引起的會和質子衰變相混淆的事件發生）。由於在實驗中沒有觀測到自發的質子衰變，因此可以估算出，可能的質子壽命至少應為1千萬億億億年（1031年）。這比簡單的大統一理論所預言的壽命更長。然而，一些更精緻更複雜的大統一理論預言的壽命比這更長，因此需要用更靈敏的手段對甚至更大量的物質進行檢驗。
近來日本利用超級神岡探測器在水中探測契忍可夫輻射的實驗中，指出如果質子完全衰變，半衰期必定至少長達 1034 年。一篇2015年的分析指出，質子的正子衰變的半衰期的下限至少是1.67×1034年；而相似地，一篇2012年的分析指出，質子的反渺子衰變的半衰期的下限至少是1.08×1034，這些數據都已接近超對稱理論所預測的1034–1036年。作為下一代探測器的超巨型神冈探测器（英语：Hyper-Kamiokande，可缩写为HK）預計可有超級神岡探測器五到十倍的靈敏度。

## 理論衰變過程
儘管質子衰變的觀察證據缺乏，但有一部分大一統理論，例如SU(5) Georgi-Glashow模型和SO(10)，以及它們的超對稱變體，依然需要這些觀察證據支持。根據這些理論，質子的半衰期大約為 1031~1036 年，衰變後會產生正電子和中性π介子，而中性π介子會再度衰變產生兩個單位的伽馬射線（γ）：
| p  | → | e+ | + | π0 |
| π0 | → | 2γ |   |    |
由於正電子是反輕子，這種衰變保留了B−L數，這在大多數大一統理論中是守恒的。
額外的衰變模式是可行的，當中包括直接及透過與 GUT 預測的磁單極催化時的交互作用。雖然這個過程仍未從實驗中觀察到，但透過將來計畫的兆噸級超大尺度探測器，將可進入了實驗可測階段，此類探測器包括日本的超巨型神岡探測器。
早期的大統一理論（GUT），例如Georgi–Glashow模型，首先提出質子衰變，假設質子的半衰期至少為1031年。直至1990年代進行的各項實驗和計算，表明質子半衰期不能低於 1032 年，那時期的書籍大多提到這個數字以說明重子物質的可能衰變時間。那個時期的許多書籍都參攷這個數位來表示重子物質可能的衰變時間。 最近的研究結果將質子半衰期的最低值推至至少1034 ~1035年，排除了更簡單的GUT（包括最小SU（5）/ Georgi–Glashow）和大多數非SUSY模型。 質子壽命的最大上限（如果質子不穩定成立）計算為6 × 1039年。 適用於SUSY模型的界限，的（最小）非SUSY GUT的最大值為1.4 × 1036年。
雖然這現象叫「質子衰變」，但此現象亦可能在中子撞擊原子核時出現。自由中子（不在原子核內的中子）已知可以在一個叫「β衰變」的過程中衰變成質子（加一粒電子和一粒反微中子），自由中子的半衰期因為弱交互作用關係而只有10分鐘（610.2 ± 0.8 s)。

## 質子衰變理論提出的質子壽限
| 理論種類                                                       | 質子壽限（以年計算） | 已被實驗否決？ |
| -------------------------------------------------------------- | -------------------- | -------------- |
| 最小SU(5)模型（Georgi–Glashow model）                          | 1030–1031            | 是             |
| 最小超對稱SU(5)模型                                            | 1028–1032            | 是             |
| SUGRA SU(5)                                                    | 1032–1034            | 是             |
| 超對稱SO(10)模型                                               | 1032–1035            | 部分           |
| 超對稱SU(5)模型（Minimal Supersymmetric Standard Model，MSSM） | ~1034                | 部分           |
| 超對稱SU(5)模型─五維版本                                       | 1034–1035            | 部分           |
| 最小（基本）SO(10)模型─非超對稱版本-SUSY                       | < ~1035（最大範圍）  | 否             |
| 超對稱SO(10)最小超對稱標準模型G(224)模型                       | 2·1034               | 否             |
| 翻转SU(5)模型（MSSM）                                          | 1035–1036            | 否             |

在單純的SU(5)模型中，質子的壽命可簡單地以公式估計表示為{\displaystyle \tau _{p}\sim {\frac {M_{X}^{4}}{m_{p}^{5}}}}；而利用耦合點為µ ~ 2×1016 GeV/c2左右的超對稱大統一理論，可估計質子的壽命大約為1034年，而這大致也是當前實驗觀測給出的下限值。

## 衰變算子

### 質子衰變算子
它們是 {\displaystyle {\frac {qqql}{\Lambda ^{2}}}}、{\displaystyle {\frac {d^{c}d^{c}u^{c}e^{c}}{\Lambda ^{2}}}}、{\displaystyle {\frac {{\overline {e^{c}}}{\overline {u^{c}}}qq}{\Lambda ^{2}}}} 和 {\displaystyle {\frac {{\overline {d^{c}}}{\overline {u^{c}}}ql}{\Lambda ^{2}}}}，當中 Λ 是 標準模型的截止尺度（）。所有這些算子都違犯了重子數（baryon number）和輕子數（lepton number），但 B−L 的結合除外。
在 GUT 模型中，一個質量為 ΛGUT 的X或Y玻色子轉換可導致最後兩個算子以 {\displaystyle {\frac {1}{\Lambda _{GUT}^{2}}}} 抑制。而質量為 M 的三線峰希格斯玻色子轉換可導致全部四個算子以 1/M2 抑制。詳見二線峰-三線峰分裂問題（）
在超對稱擴展中（例如超對稱最小擴展模型，），包含兩個費米子和兩個標量費米子的  算子可從一個質量為 M 的  的轉換而產生，而標量費米子會轉換伴膠子或伴引力子或伴希格斯玻色子並剩下兩個費米子，最後一幅總費曼圖會出現一個回路（和其他與強交互作用物理有關的複雜因子）。衰變速率會被 {\displaystyle {\frac {1}{MM_{SUSY}}}} 抑制，當中 MSUSY 是超對稱粒子的質量尺度。
在缺乏  的情況下, 標準模型的超對稱擴展可令最後一個算子以  克質量的平方反比抑制，這是與  衰變算子有關：
{\displaystyle ql{\tilde {d^{c}}}} 和 {\displaystyle u^{c}d^{c}{\tilde {d^{c}}}}
質子衰變速率只會被 {\displaystyle {\frac {1}{M_{SUSY}^{2}}}} 抑制，除非那對結合體非常的小，否則衰變速率是非常快的。

### Dimension-4 質子衰變算子